# 11-й зенитный ракетный полк (Украина)
11-й зенитный ракетный полк (11 ЗРП, в/ч А3730) (укр. 11-й зенітний ракетний полк) — формирование зенитных ракетных войск Воздушных сил Вооруженных сил Украины. Формирование базируется в  Шепетовке.

## История формирования бригады
В 1980-х годах бригада входила в состав 8-й танковой армии.
В 1992 году 138-я зенитная ракетная бригада 8-й танковой армии Прикарпатского военного округа приняла военную присягу на верность украинскому народу. 
В 2000-х годах бригада была сокращена до полка, получившего название 11-й зенитный ракетный полк.
15 июня 2022 года полк отмечен почетным отличием «За мужество и отвагу».

## Структура
По состоянию на 2011 год:
- 771-й отдельный зенитный ракетный дивизион (ЗРК "Бук-М1") (в/ч А2072);
- 1003-отдельный зенитный ракетный дивизион (ЗРК "Бук-М1") (в/ч А1861);
- 1084-й отдельный зенитный ракетный дивизион (ЗРК "Бук-М1") (в/ч А2435).